# Стів Шілдс (хокеїст)
Стівен Чарльз Шілдс (англ. Steven Charles Shields, нар. 19 липня 1972, Торонто) — канадський хокеїст, що грав на позиції воротаря. Згодом — хокейний тренер.

## Ігрова кар'єра
Професійну хокейну кар'єру розпочав 1994 року.
1991 року був обраний на драфті НХЛ під 101-м загальним номером командою «Баффало Сейбрс».
Протягом професійної клубної ігрової кар'єри, що тривала 13 років, захищав кольори команд «Баффало Сейбрс», «Сан-Хосе Шаркс», «Анагайм Дакс», «Бостон Брюїнс», «Флорида Пантерс» та «Атланта Трешерс».
Усього провів 246 матчів у НХЛ, включаючи 25 матчів плей-оф Кубка Стенлі.

## Тренерська робота
Перш ніж приєднатися до штату «Флорида Пантерс», Шілдс працював волонтером-асистентом тренера Мела Пірсона в «Мічиган Тех» протягом двох сезонів з 2011 по 2013 рік. В «Флорида Пантерс» він виступав як воротарський консультант влітку 2013 року. 7 травня 2015 року було оголошено про те, що Шілдс був призначений волонтером-асистентом тренера команди «Мічиган Вульверайнс».